# Cicada barbara lusitanica
Cicada barbara lusitanica es una subespecie de Cicada barbara perteneciente a la familia Cicadidae, subfamilia Cicadinae y al género Cicada.

## Distribución
Presente en Portugal.